# Mamanguape (ort)
Mamanguape är en ort i Brasilien.   Den ligger i kommunen Mamanguape och delstaten Paraíba, i den östra delen av landet, 1 700 km nordost om huvudstaden Brasília. Mamanguape ligger 39 meter över havet och antalet invånare är 27 606.
Terrängen runt Mamanguape är platt. Mamanguape är det största samhället i trakten.
Omgivningarna runt Mamanguape är en mosaik av jordbruksmark och naturlig växtlighet. Runt Mamanguape är det ganska glesbefolkat, med 47 invånare per kvadratkilometer.